# Crisi sulle Terre infinite
Crisi sulle Terre Infinite (Crisis on Infinite Earths, nota semplicemente come Crisis o anche Crisi) è una miniserie a fumetti, uno dei primi crossover sul mercato fumettistico statunitense di genere supereroistico. È stata pubblicata dalla DC Comics in dodici numeri dall'aprile del 1985 al marzo del 1986, come primo tentativo di mettere ordine nella complessa continuity dell'Universo DC. La serie è stata realizzata da Marv Wolfman con il disegnatore George Pérez.

## Storia editoriale

### Premessa
I principali supereroi della DC Comics sono nati durante un periodo noto come Golden Age, ritenuto il miglior periodo nel mercato fumettistico statunitense data la notorietà di questo medium all'epoca. Durante gli anni cinquanta il mercato del fumetto ebbe una profonda crisi e molte testate chiusero, salvo le più famose, come quelle dedicate a Superman, Batman, Wonder Woman. Sul finire del decennio Julius Schwartz, allora CEO della DC, decise di reintrodurre molti degli eroi nati durante la Golden Age cambiandone costume e identità. Il primo a subire questo processo di rinnovamento fu Flash, a cui seguirono Lanterna Verde, Freccia Verde e Aquaman; invece, i tre eroi classici, Superman, Batman e Wonder Woman, non subirono questo processo.
Questo periodo nella storia dei fumetti statunitensi, connotato dall'avvento dell'Uomo Ragno e dei Fantastici Quattro della Marvel, diventò poi noto come Silver Age. La DC non si staccò mai completamente dai personaggi della Golden Age, che continuarono ad apparire - seppur in maniera e con frequenza irregolare - insieme con le loro versioni Silver Age, come i due Flash Jay Garrick e Barry Allen, e venivano usati specialmente in storie in cui dovevano aiutare le loro controparti a risolvere problemi più difficili della norma, come avveniva per i crossover (definiti anche come team-up, perché non coinvolgevano l'universo fittizio DC nella sua interezza) fra la JLA, un gruppo di supereroi di Terra-1 (la Terra della Silver Age), e la JSA, l'analogo gruppo di Terra-2 (la Terra Golden Age). Alle prime Terre se ne aggiunsero altre derivate da acquisti editoriali della DC Comics: tuttavia, questo causò la saturazione del mercato e la difficoltà degli autori nel gestire la continuity e le relazioni fra i personaggi. Crisi sulle Terre Infinite venne quindi ideata come risoluzione di questo problema.

### Genesi del progetto
L'idea alla base del progetto venne all'autore Wolfman intorno al 1981 quando curava la pagina della posta di Lanterna Verde. Rispondendo alla lettera di Gary Thompson, che chiedeva lumi su alcuni problemi nella continuità dell'universo DC, concluse dicendo: «Un giorno forse qualcuno si deciderà a chiarire una volta per tutte cosa fa davvero parte del Cosmo DC e cosa no!». Successivamente Wolfman, in attesa di partire per una fiera insieme a Len Wein e a Joe Staton, iniziò a elaborare il progetto denominandolo "La storia" (primo titolo provvisorio per Crisis). Wolfman la espose poi ai suoi amici e insieme passarono il tempo discutendo della novità per il loro campo editoriale. Al ritorno, Wein e Wolfman andarono a proporla al cartoonist Dick Giordano e insieme la presentarono a Jenette Kahn, presidente della DC Comics.
L'obiettivo era una storia che integrasse tutti i personaggi immaginari della DC Comics all'interno di una continuity che non prevedesse l'esistenza di realtà alternative.
La casa editrice necessitava di una maggiore semplificazione del suo universo narrativo in maniera da poter attrarre nuovi e più giovani lettori. La sua rivale storica, la Marvel Comics, aveva pubblicazioni che non raggiungevano i 20 anni. Alla realizzazione della storia parteciparono anche Roy Thomas, esperto di continuity, in particolare di quella di Terra-Due e degli eroi della Golden Age, e Peter Sanderson, appassionato lettore dell'universo DC che svolse la maggior parte del lavoro di ricerca e che venne completato da Robert Greenberger quando Sanderson passò alla Marvel Comics per eseguire un lavoro simile. Greenberger non solo concluse la ricerca storica che diverrà la base di Crisi, ma fu anche un supervisore e coordinatore delle altre serie DC, in modo che ci fossero meno incongruenze possibili con la storia principale.

### Le Terre alternative
Elenco delle Terre, o universi alternativi, che si sono andate ad aggiungere man mano nel corso degli anni:
- Terra-Uno: universo della silver age, in cui il gruppo più importante di eroi è la JLA e dove esiste anche un gruppo di adolescenti, i Teen Titans (Giovani Titani), composto dalle spalle degli eroi (Robin, Kid Flash, Wonder Girl, Speedy);
- Terra-Due: universo della golden age, con i personaggi che hanno combattuto durante la seconda guerra mondiale; il supergruppo di riferimento è la JSA, il cui posto è stato preso, al tempo di Crisi, dalla Infinity, Inc., composta dai figli e nipoti di quegli eroi;
- Terra-Tre: anche detta Terra invertita, poiché i supereroi sono malvagi e l'unico eroe a opporsi loro è Lex Luthor[5], ed anche molti eventi storici sono invertiti: la civiltà nacque in America e Colombo scoprì l'Europa, Abraham Lincoln, di professione attore, uccise il presidente John Wilkes Booth, e altri eventi simili; il gruppo di riferimento è il Sindacato del crimine, composto da Ultraman, Johnny Quick, Owlman, Power Ring e Superwoman;
- Terra-Fawcett: anche detta Terra-S da Shazam, nome di un mago e della formula magica. La Fawcett Comics era l'editore di Capitan Marvel e di tutta la Famiglia Marvel, un gruppo di eroi che doveva i suoi poteri proprio al mago Shazam e le cui avventure ebbero un grandissimo successo, almeno fino a quando la DC non intentò causa alla Fawcett per plagio[6], vincendola e portando al fallimento l'editore e all'acquisizione dei suoi personaggi con conseguente creazione di un nuovo universo parallelo;
- Terra-X: universo nel quale i nazisti hanno vinto la guerra e gli unici eroi che gli si oppongono sono i Combattenti per la Libertà, un gruppo composto dai principali eroi della Quality Comics[7][8];
- Terra-Quality: simile a Terra-X, ma i nazisti hanno perso la guerra[9].
- Terra-Quattro: composta dagli eroi della Charlton Comics, assimilata dalla DC Comics nel 1983, e fa quindi il suo esordio, insieme a molti mondi paralleli, proprio in Crisi e solo per venire irrimediabilmente distrutta; i suoi personaggi però, verranno utilizzati nell'era post-Crisi e molti di loro entreranno a far parte anche della JLA.

### Conseguenze
Il seguito della conclusione della saga fu difficile da gestire. Fu già complessa l'operazione di coordinamento delle varie serie ma ancor più difficile fu imporre ad alcuni sceneggiatori di abbandonare alcuni archi narrativi per ricominciare effettivamente da zero. Tale compito però venne assunto con convinzione oltre che da Wolfman e Pérez, anche da autori come John Byrne, che ristrutturò Superman, e Frank Miller, su Batman. Non si riuscirono però a cancellare del tutto molte delle incongruenze della precedente continuità: ad esempio, Superboy non poteva far parte della Legione dei Super-Eroi o averne ispirato le gesta, se Clark Kent non ne aveva mai vestito i panni. A tali inconvenienti si tentò di dare una soluzione con un altro cross-over, Ora zero, scritto e ideato da Dan Jurgens e disegnato da Jerry Ordway, ma non riuscì a sanare tutto quanto, ottenendo come risultato quello di dare modo agli autori di riscrivere le origini di molti personaggi. In tempi più recenti è stato fatto un ultimo tentativo di porre rimedio a un evidente errore di continuity dando la colpa all'ipertempo, introdotto con Il Regno, storia ideata da Mark Waid e da Grant Morrison. Esso è una sorta di campo che permea l'universo DC e presenta tutte le variazioni possibili all'universo principale, ovvero tutte le storie mai scritte, elseworld inclusi; a volte può succedere che il flusso dell'ipertempo interferisca con quello del tempo normale e quindi che avvengano eventi apparentemente inspiegabili, ovvero i classici errori di continuità; l'idea però non ottenne grande seguito ed è stata scarsamente utilizzata, preferendo aggiornare periodicamente le origini dei personaggi, riscrivendo alcune storie e calandole in contesti storici più vicini ai lettori. In questo senso sono state concepite storie come Robin: Anno Uno, Vittoria oscura, e Superman: Rinascita.

## Trama

### Prologo
(Questa è la descrizione che dà Wolfman dell'istante iniziale dell'universo DC e della nascita del multiverso e delle Terre alternative presenti in ogni universo.)
Mentre un flusso di antimateria sta attaccando una delle tante Terre, i suoi abitanti sono nel panico e cercano di scappare. Su tutta la scena sovrasta, distrutto dal dolore di non poter morire, Pariah, condannato ad assistere alla morte di innumerevoli mondi, ogni volta trasportato là dove il misterioso nemico si appresta a colpire. Il disastro successivo è la distruzione di Terra-3, dove il Sindacato del Crimine cerca di salvare un pianeta che esso stesso ha contribuito a rendere un posto invivibile; Alexander Luthor, unico eroe di Terra-3, e la moglie Lois Lane, decidono di spedire il figlio Alexander Luthor Jr nello spazio, nella speranza che la navicella possa salvare almeno lui.

### Monitor e Anti-Monitor
Il bambino verrà raccolto da Monitor che, insieme ad Harbinger, cerca in tutti i modi di opporsi all'avanzata di Anti-Monitor, suo doppio malvagio nato in un universo di antimateria, in lotta da millenni contro il fratello del multiverso di materia; al termine della lotta, entrambi caddero in animazione sospesa, fino a quando Pariah, scienziato della sua Terra, decise di sondare i segreti del multiverso approntando un esperimento molto simile a quello che costò l'esilio a Krona, e che consentì ad Anti-Monitor di svegliarsi, nonché di invadere il suo universo e distruggerlo, assimilandone il potere; contemporaneamente Monitor, ridestatosi anch'egli, iniziò a indebolirsi ogni volta che Anti-Monitor conquistava un mondo. Durante le sue ricerche di eroi in grado di opporsi all'avanzata di Anti-Monitor, Monitor si imbatté in una piccola naufraga, Layla, che allevò donandole grandi poteri che le consentirono di divenire Harbinger, il suo messaggero che avrebbe dovuto cercare gli eroi. Harbinger sarebbe però stata proprio colei che l'avrebbe tradito, a causa dell'interferenza di uno degli Uomini d'Ombra dell'Anti-Monitor.
Mentre Pariah vaga di universo in universo ogni volta che uno di questi sta per morire, Monitor e Harbinger iniziano a fare alcune apparizioni nell'universo DC aiutando alternativamente un supereroe e un supercriminale. Monitor riunisce un primo gruppo di metaumani che invia su varie Terre alternative a difesa di alcune antenne che servono a trasmettere energia nel multiverso come contrasto all'avanzare dell'antimateria. Anti-Monitor però sta aumentando in forza e il Monitor deve quindi dare inizio al suo piano: sapendo del tradimento di Harbinger, la spinge a compiere il suo mortale compito e mentre arriva al suo culmine l'offensiva contro Terra-Uno e Terra-Due, egli utilizza le sue ultime energie per lanciare le due Terre in un limbo spaziotemporale al cui interno i due pianeti iniziano ad avvicinarsi e, quando si sovrapporranno, le due linee temporali verranno cancellate.
Proprio in questa occasione Pérez disegna una tavola doppia con oltre cento personaggi all'interno del quinto capitolo della saga - Mondi nel limbo - e sempre in questo capitolo, alla penultima pagina, vengono svelati l'aspetto e l'identità dell'Anti-Monitor. Ad assistere ci sono lo Psico Pirata, che l'Anti-Monitor ha chiamato a sé per il suo controllo sulle emozioni umane, e Barry Allen, l'unico in grado di superare le barriere vibrazionali presenti tra le varie Terre. A questo punto l'Anti-Monitor usa lo Psico Pirata e il suo potere, imponendogli di controllare le menti degli abitanti delle tre Terre fuori dal suo controllo affinché impazziscano, si rivoltino e si lancino contro il muro di antimateria che si sta chiudendo su di loro; nella follia suicida sono presi anche gli eroi. Per opporsi all'evento Alexander Luthor, già cresciuto, si prepara a portare nel limbo le tre Terre rimaste, ma Harbinger lo stordisce e lancia tre gruppi di eroi sulle tre Terre restanti, sicura che inizieranno a contenere la situazione creata dallo Psico Pirata; nel frattempo lancia anche i suoi doppi su ciascuna Terra, per portare questi pianeti e i loro universi nel limbo. I cinque mondi, salvi dalla sete di conquista dell'Anti-Monitor, sono però ancora in pericolo: essi, infatti, iniziano ad allinearsi sia spazialmente che temporalmente e quando ciò avverrà, essi verranno distrutti. Per scongiurare tale eventualità bisogna sconfiggere l'Anti-Monitor definitivamente.

### Assalto a Qward
Gli eroi si riuniscono su un asteroide in orbita intorno alle cinque Terre e viene elaborato un piano per sconfiggere Anti-Monitor. Alexander Luthor ha assorbito parte di antimateria insieme alla materia e quindi è l'unico in grado di sperimentare entrambi gli universi e stabilire un collegamento tra essi, permettendo così agli eroi di attaccare Anti-Monitor nel suo mondo desolato e insidioso, Qward. Gli eroi riescono a sconfiggere il nemico che però fugge e, dopo aver recuperato le forze, ritorna sul suo pianeta. Nel frattempo Flash riesce a liberarsi dall'influsso dello Psico Pirata, costringendolo poi a far rivoltare i soldati dell'Anti-Monitor contro il loro sovrano. A questo punto, si compie uno dei sacrifici più noti del mondo DC: Flash, di fronte al Cannone di Antimateria dell'Anti-Monitor, decide di sacrificare se stesso per distruggere la macchina e salvare i pianeti restanti. Barry Allen svanisce quindi nella Forza della Velocità distruggendo il Cannone. Tra le macerie di Qward restano solo il suo costume vuoto e l'anello di Flash.

### Guerra civile
Grazie a Flash, le cinque Terre smettono di fondersi fra loro e l'universo di antimateria pare scomparire, così come qualsiasi traccia di antimateria dal corpo di Luthor Jr. Egli, insieme a Layla e a Pariah, va alle Nazioni Unite di Terra-1 per tranquillizzare le popolazioni sulla situazione, ma proprio durante la riunione, Brainiac e Lex Luthor di Terra-1, che hanno assoldato un esercito di criminali delle varie Terre, attaccano tre Terre e minacciano di distruggere l'intero sistema se le altre due non si arrendono. L'Anti-Monitor si sta inoltre preparando per sferrare l'offensiva finale.
Mentre la guerra tra eroi e criminali infuria, compare lo Spettro, l'essere più potente del creato, che convince tutti a una tregua momentanea per sconfiggere l'Anti-Monitor, rifugiatosi all'origine del tempo per sfruttare l'esperimento di Krona come ponte di conquista per tutto il continuum. I metaumani si dividono in due gruppi: uno, quello degli eroi, va ad affrontare l'Anti-Monitor, l'altro va a dieci miliardi di anni oltre l'origine per impedire l'esperimento di Krona. Entrambi i gruppi falliscono, ma poco prima lo Spettro interviene afferrando la mano dell'Anti-Monitor, che Krona osserva nel suo visore: quando questo avviene, Jim Corrigan reagisce e usa le sue ultime forze contro l'Anti-Monitor, generando l'esplosione primordiale, di cui alcune schegge finiscono nel laboratorio di Krona. Il creato si rompe in migliaia di schegge e mentre lo Spettro urla nel vuoto, tutto ciò che era smette di esistere, la morte ritorno al punto iniziale e l'universo può ricominciare da zero.

### Epilogo
Nelle idee di Wolfman, Crisi doveva concludersi con il decimo capitolo e con l'esplosione che doveva azzerare completamente la continuità per ricominciare dall'inizio, pur mantenendo gli stessi nomi e le stesse icone. L'idea non venne accettata dall'editore in quanto era difficile rinunciare al proprio passato editoriale e molti autori avevano programmato un numero definito di storie. Wolfman scrisse anche i due capitoli successivi, nei quali viene narrato come a restare in piedi sia un unico universo con un'unica Terra, ma con alcune piccole incongruenze. Molti degli eroi delle Terre parallele rimasero intrappolati in quest'unica Terra, di cui la maggior parte ricorda la Crisi appena passata. Si conclude che l'Anti-Monitor non è stato sconfitto, e infatti lancia la sua ultima offensiva portando la Terra nel suo universo di antimateria, dove crea una barriera per impedire agli eroi di attaccarlo. Nel contempo, manda i suoi Guerrieri d'Ombra contro i terrestri affinché vengano uccisi. Lo Spettro è in attesa di riprendere le sue energie, mentre Harbinger, Alexander Luthor e Pariah raccolgono un gruppo di eroi per attaccare l'avversario. Nel frattempo, sulla Terra i maghi riuniti lanciano un incantesimo per allontanare dal pianeta gli Uomini Ombra, mentre nello spazio Brainiac e un gruppo di eroi vanno alla ricerca di Apokolips e del suo sovrano Darkseid, per ottenere un potere sufficiente alla vittoria finale.
Nella fortezza dell'Anti-Monitor gli eroi sembrano ottenere la vittoria finale, ma mentre riportano la Terra nell'universo di materia e attraversano il portale, l'Anti-Monitor li attacca nuovamente. L'ultima vittima dell'Anti-Monitor è Wonder Woman, che regredirà a uno stadio pre-natale, mentre l'ultima barriera contro il nemico sarà rappresentata dal Superman e dal Superboy originali che sconfiggeranno definitivamente l'Anti-Monitor. In conclusione, rimangono in pochi a ricordare la grande Crisi che ha colpito l'universo, e ancora in meno coloro che ricordano le Terre infinite. Per lo più, i ricordi si limitano a brevi sensazioni, e per la maggior parte dei partecipanti la morte di Barry Allen rimane avvolta nel mistero. Uno dei pochi ad avere memoria del tutto è Psico Pirata, sull'orlo della follia per essi.

## Edizioni in lingua italiana
Crisi sulle Terre infinite è stata pubblicata in otto puntate sulle pagine di Play Saga dalla Play Press, casa editrice romana. La lunghezza di alcuni degli episodi ha costretto a spezzare diversi numeri, ma il ritmo non ne ha rimesso grazie all'adozione, da parte di Wolfman, di lunghi interludi nel corso della trama principale. Gli apparati redazionali, che comprendono molte informazioni storiche sulla saga, sono stati curati da Luca Scatasta, mentre la traduzione della sceneggiatura di Wolfman è opera di Wainer Fini.
La saga è stata riproposta da Planeta DeAgostini nel 2007 in edizione "Assoluta", contenente un compendio in un volume autonomo, la copertina di Alex Ross e un lussuoso slipcase. Nel 2009, sempre Planeta in collaborazione con il Corriere dello Sport - Stadio, ha pubblicato una versione più economica all'interno della collana I più grandi supereroi della terra, divisa in tre volumi (nei numeri 6, 7 ed 8 della collana), contenente in coda a ciascun tomo Storia dell'universo DC di Wolfman e Pérez. La storia è stata inoltre anche adattata in un volume della serie DC Eventi della Feltrinelli.

## Altri media
- Tra il 2019 e il 2020 la miniserie a fumetti è liberamente adattata sul piccolo schermo nel gruppo di serie televisive del cosiddetto Arrowverse, in un arco narrativo dell'episodio in cinque parti, uno per ciascuna delle serie TV Supergirl, Batwoman, The Flash, Arrow e Legends of Tomorrow.
- Nel 2024 la miniserie a fumetti è nuovamente adattata sul secondo arco narrativo della serie cinematografica d'animazione Tomorrowverse del cosiddetto DC Animated Movie Universe, in un film d'animazione in tre parti, intitolato Justice League - Crisi sulle Terre infinite.